# Svenneby distrikt
Svenneby distrikt är ett distrikt i Tanums kommun och Västra Götalands län. 
Distriktet ligger vid kusten, söder om Tanumshede.

## Tidigare administrativ tillhörighet
Distriktet inrättades 2016 och utgörs av socknen Svenneby i Tanums kommun.
Området motsvarar den omfattning Svenneby församling hade vid årsskiftet 1999/2000.